# Anne Finlay
Anne Finlay (Édimbourg, 1898 - Richmond, 1963) est une artiste peintre écossaise.

## Biographie

### Jeunesse et formation
Anne Finlay naît en 1898 à Édimbourg. Elle y passe ses premières années et fréquente l'école de Manor Place, où elle étudie le français. Elle étudie le dessin et la peinture au Edinburgh College of Art de 1917 à 1920, mais n'obtient pas son diplôme. Elle y rencontre une amie qu'elle conserve toute sa vie : la peintre et aquarelliste Dorothy Johnstone.

### Carrière
Finlay expose régulièrement à la Royal Academy de Londres à partir de 1932, à la Royal Scottish Academy et au sein de la Society of Women Artists entre 1934 et 1956. Elle fait partie du cercle d’amis qui compose à l’époque la communauté des artistes d’Édimbourg, parmi lesquels Dorothy Johnstone, Cecile Walton, Eric Robertson, David Macbeth Sutherland (en) et Adam Bruce Thomson (en). Un portrait de Finlay par son ami et collègue artiste Johnstone représenté dans les affiches et le matériel promotionnel associés à l'exposition Modern Scottish Women à la Scottish National Gallery of Modern Art en 2015-2016. Le portrait appartient à l'Aberdeen Art Gallery (en). Elle a été décrite comme attrayante et vive, avec un « certain mépris des convenances », et elle a posé comme modèle pour plusieurs artistes du groupe. Elle a comme surnom « Spook » (que l'on pourrait traduire ici comme « l'épouvantable »),. Elle fait aussi partie d'un groupe d'artistes actifs à Kirkcudbright, la Kirkcudbright Artists' Colony (en).
Finlay déménage à Londres en 1922 et s'installe à Hampstead. Elle peint principalement à l'huile, et pour subvenir à ses besoins, elle enseigne le français, l'art et la musique dans des écoles privées voisines. Elle peint des portraits d'amis et de famille et invite ses nièces et neveux à poser pour elle comme modèles. Elle aime particulièrement peindre des enfants, et se lie d'amitié avec des femmes qui fréquentent une clinique pour bébés près de chez elle, faisant des dessins de leurs bébés. Certains de ces portraits de bébés figurent parmi les œuvres exposées à la galerie Orleans à Richmond.
Pendant la Seconde Guerre mondiale, Anne Finlay peint davantage de paysages et mène une vie errante, s'installant parfois dans différentes zones rurales du Sussex et du Yorkshire. Alors qu'elle vit à Richmond, elle peint la Tamise et possède une caravane près de Sittingbourne dans le Kent, depuis laquelle elle peint souvent  les vasières de Swale.
À la fin de la guerre, elle retourne à Londres pour travailler comme registraire de la City and Guilds of London Art School (en), dans le quartier de Kennington.

### Vie privée et dernières années
Anne Finlay a une « liaison scandaleuse » avec le peintre James McBey. Ils séjournent ensemble un temps à Paris et à Venise, puis assistent au Chelsea Arts Ball de la Saint-Sylvestre 1924, vêtus de costumes inspirés de Francisco de Goya. Elle a ensuite une relation avec Ernest Procter (en), époux de la peintre Dod Procter (en).
Enfin, Anne Finlay a une relation avec Philip Connard. À sa retraite, l'artiste s'installe avec ce dernier à Richmond, où elle se consacre entièrement à la peinture jusqu'à sa mort en 1963,. Elle lègue des œuvres de Connard et d'elle-même à l'arrondissement de Richmond.